# ترمرغنبوندي
ترمرغنبوندي (بالإنجليزية: Thirumuruganpoondi) هي بلدة بانتشايات في ولاية تاميل نادو، الهند.

## ديموغرافيات
حسب إحصائيات الهند لعام 2001 عدد سكان البلدة 18459 نسمة. يمثل الذكور 51.8% من السكان بينما الإناث 48.2%. نسبة المتعلمين في البلدة 68.7%، وهي أكبر من المعدل الوطني 59.5%. نسبة المتعلمين من الذكور 76.4% ومن الإناث 60.4%. 12.1% من السكان أعمارهم تقل عن 6 سنوات.

## الإشارات
1. ↑  إحصائيات الهند لعام 2001 نسخة محفوظة 02 نوفمبر 2017 على موقع واي باك مشين.